# Arrondissement Largentière
Arrondissement Largentière (fr. Arrondissement de Largentière) je správní územní jednotka ležící v departementu Ardèche a regionu Rhône-Alpes ve Francii. Člení se dále na 14 kantonů a 148 obcí.

## Kantony
- Antraigues-sur-Volane
- Aubenas
- Burzet
- Coucouron
- Joyeuse
- Largentière
- Montpezat-sous-Bauzon
- Saint-Étienne-de-Lugdarès
- Thueyts
- Valgorge
- Vallon-Pont-d'Arc
- Vals-les-Bains
- Les Vans
- Villeneuve-de-Berg